# 木下賢一
木下 賢一（きのした けんいち、男性、1974年 - ）は、日本の社会起業家

## 人物
木下 賢一（きのした けんいち、1974年〈昭和49年〉― ）は、日本の行政書士・解放構造設計実務家・社会起業家。
「制度と感情が交錯する場面に、全体構造で合理と納得を設計すること」を中核理念とし、Uncage（＝解放）構造理論を提唱。
相続・後見・事業承継といった“人生の転換期”における摩擦や対立を、法律・制度・感情を跨いで設計的に整理し、すべての関係者が前へ進める“構造的合意”を重視。
長崎市にてアンケージ行政書士事務所を主宰。相続・死後事務を中心としたライフサポートを展開。
またアンケージ合同会社の代表として、事業承継における“持続可能な支援構造”を設計・運用し、地域社会における中小企業の持続化にも取り組んでいる。
「誰かの味方ではなく、すべての味方になる」を信条に、法と感情の狭間に立つ専門職のあり方を再定義している。

## 経歴
1974	長崎県長崎市生まれ
1993	長崎県立長崎北高等学校 卒業	
1997	久留米大学法学部法律学科 卒業	
2001	行政書士登録	中小企業の法人設立・許認可を支援
2005	長崎市 市民相談員就任／家庭裁判所で遺言執行者選任	以来3 – 4件就任 
2006	商工会・長崎県雇用支援協会ほかで講師歴任	CSR・コンプライアンス研修を担当
2008	新公益法人移行サポート、本格開始	県内NPO・公益社団法人の移行手続を支援
2016	認知症サポートリーダー／長崎市 市民後見人 登録	社会福祉協議会 生活支援員も兼務
2025	アンケージ合同会社 設立	「解放構造設計」を事業化、『解放構造設計戦略書 2025–2027』発表、YouTube語りシリーズ開始	長崎発のローカル×思想ドリブン戦略を推進

## プロジェクト
Uncageプログラム ― 90日で「業務→経営」へ解放する集中伴走型サービス
NPO3000 ― 非営利組織向け助成・経営支援プラットフォーム
長崎市民所得倍増計画／耕作放棄地・空き家再生 ― ローカル経済活性プロジェクト
キフする ― 日本の寄付文化促進キャンペーン
ねこのて ― 成年後見・身元保証を統合した生活支援モデル
生きる意味 ― ロゴセラピーを応用したウェルビーイング支援

## 関連事項
- NPO3000　非営利組織・市民団体に対する助成
- 所得格差改善
- ロゴセラピー　ビクトール・エミール・フランクル　生きる意味
- 解放構造設計　経営者解放プログラム、価値循環社会創設による万人の経済的精神的成功の実現へのチャレンジ